# Graumena ir jos slėniai II
Graumena ir jos slėniai II este o arie protejată (sit de importanță comunitară — SCI) din Lituania întinsă pe o suprafață de 4,24 ha, integral pe uscat.

## Localizare
Centrul sitului Graumena ir jos slėniai II este situat la coordonatele 55°31′38″N 21°41′21″E / 55.5272°N 21.6893°E.

## Înființare
Situl Graumena ir jos slėniai II a fost declarat sit de importanță comunitară în aprilie 2022 pentru a proteja un număr necunoscut de specii din flora spontană și fauna sălbatică aflate în arealul zonei.

## Biodiversitate
Situată în ecoregiunea boreală, aria protejată conține 2 habitate naturale: Pajiști calcaroase din nisipuri xerice, Fânețe de joasă altitudine (Alopecurus pratensis, Sanguisorba officinalis).
La baza desemnării sitului se află un număr nedeclarat de specii protejate.